# ريباس
الرِّيبَاس  أو عنب الثعلب أو الرِّبَاص أو يَعْمِيصَا  أو راوند كشمشي أو ريباس أحمر (الاسم العلمي:Rheum ribes) هو نوع من النباتات يتبع جنس الراوند من الفصيلة البطباطية. موطنه الشرق الأوسط. يعلو نحو متر. أوراقه قلبية الشكل تطول من ١٥ إلى ٣٠ سم، وتعرض من ٢٠ إلى ٤٠ سم، نصلها جلدي النسيج، لونه إلى الخضرة الزرقاء ضلعها مأكول ويربب. ثمارها مأكولة لكنها حامزة الطعم، ويستخلص منها ومن نصل الأوراق حامض الليمون. ويصنع من عصير ثمارها بعض المربيات الصحية المشهورة ويستخرج منه أيضًا بعد التخمير نبيذ كحولي يعرف بنبيذ الريباس. ضروبه عديدة تختلف باختلاف لون الثمار بين الأسود والأحمر والأبيض والأصفر والموشح. والريباس يطفئ الحميات ويقوي الأعضاء والهضم ويزيل ضعف الرغبة الجنسية والخفقان والبواسير.

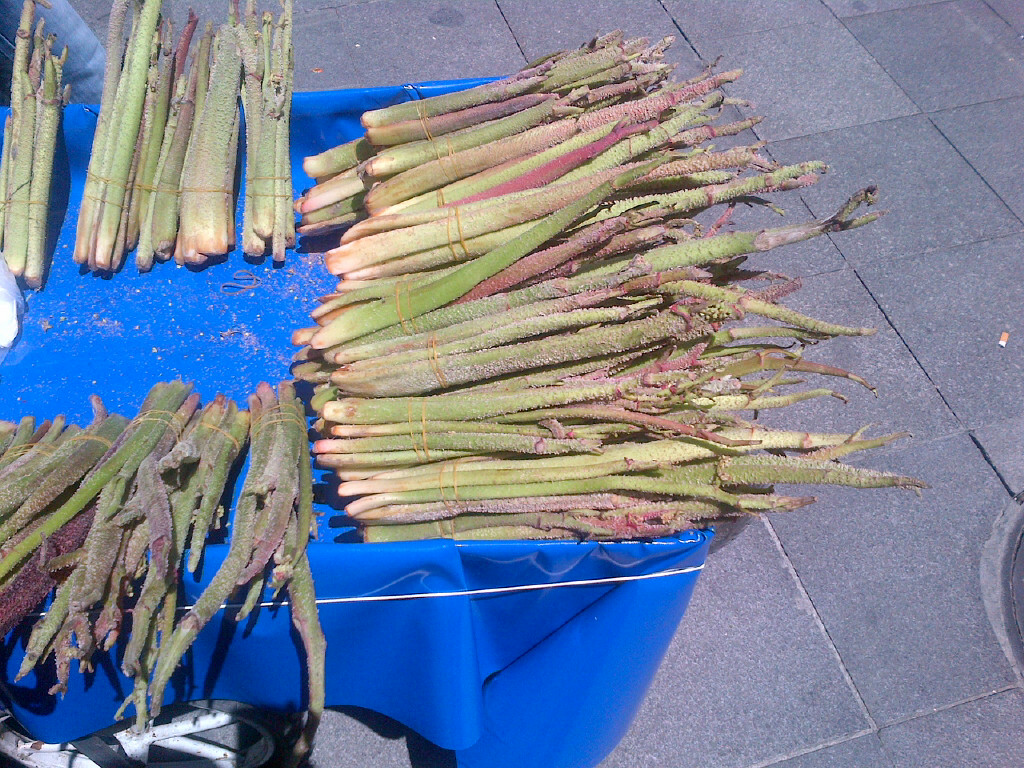

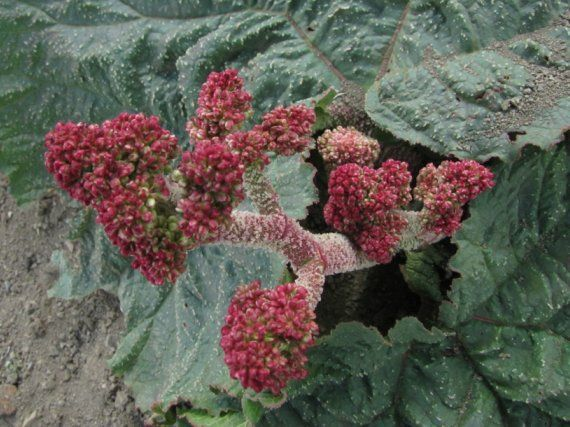